# Alexandre Roubtzoff

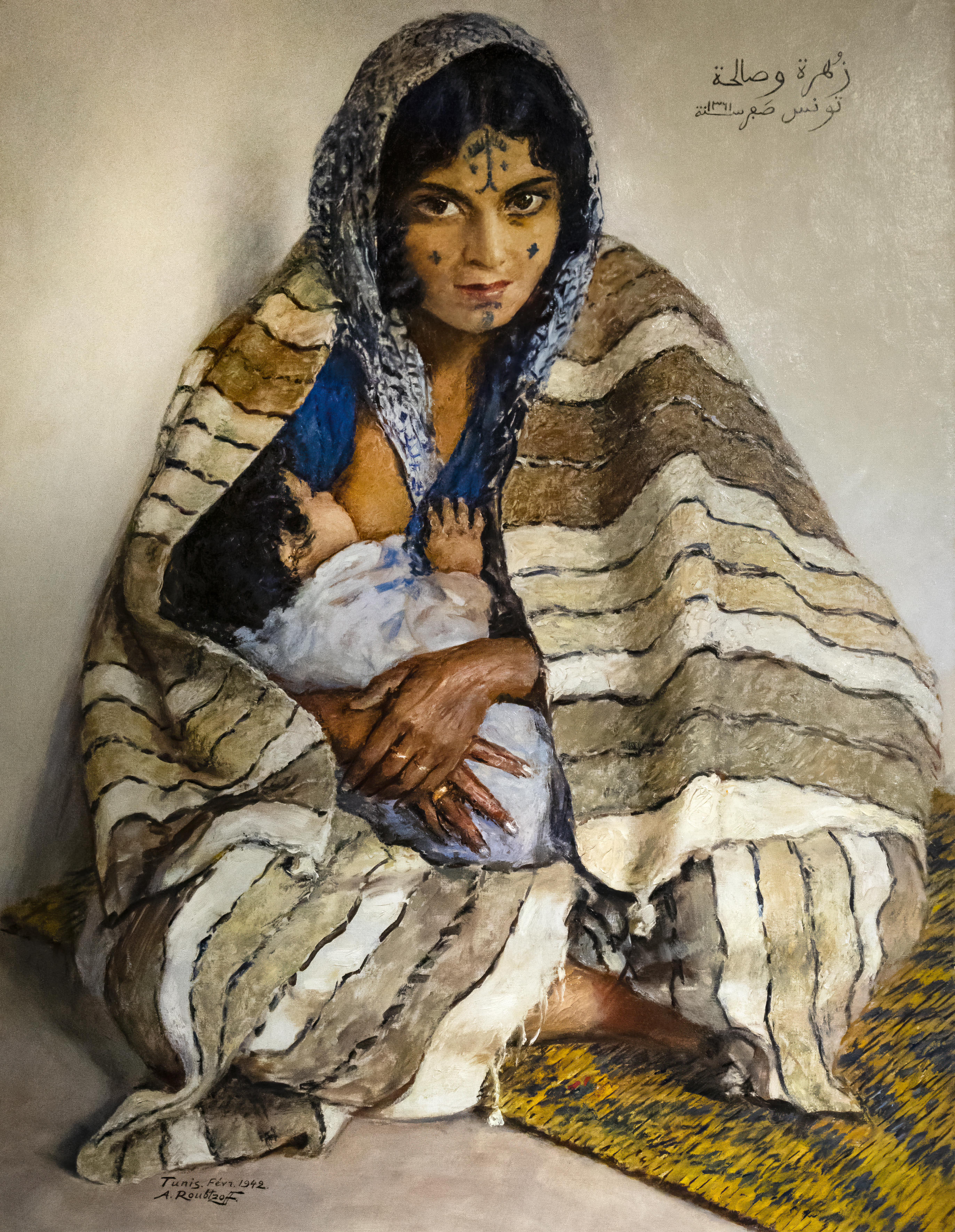
Bédouine à la couverture - Musée des Beaux-Arts Narbonne

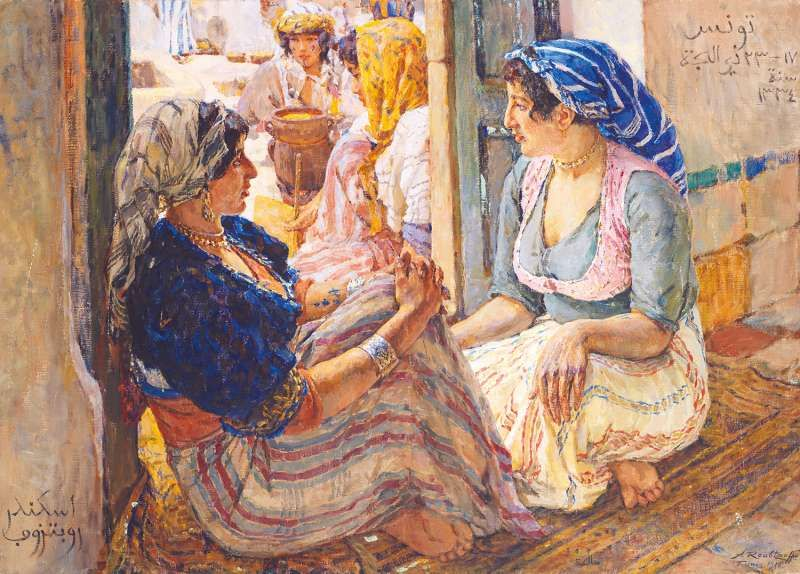
Femmes tunisiennes

Alexandre Roubtzoff (* 24. Januar 1884 in St. Petersburg, Russisches Kaiserreich; † 26. November 1949 in Tunis) war ein russisch-französischer Maler, der hauptsächlich in Tunesien tätig war.

## Leben
Roubtzoff studierte bei Iwan Zionglinski und Dmitri Kardowski, absolvierte die Kunstakademie Sankt Petersburg und malte bis 1914 hauptsächlich Interieurs.
Nach seiner Ankunft in Tunis am 1. April 1914 wurde er zum Maler des Orientalismus, stellte unter anderem in London aus und im Pariser Salon des indépendants  1930.